# Titus Romilius Rocus Vaticanus
Titus Romilius Rocus Vaticanus (* um 490 v. Chr.; † nach 451 v. Chr.) war ein römischer Politiker im 5. Jahrhundert v. Chr.
Vaticanus entstammte dem römischen Patriziergeschlecht der Romilier, das allerdings historisch kaum in Erscheinung trat. Trotzdem muss die gens Romilia eine bedeutende Rolle in der frühen Geschichte der römischen Republik gespielt haben, da nach ihr eine Tribus, die Romilia, benannt wurde und diese Tribus bei den Tribusversammlungen als erste der tribus rusticae ihre Stimme abgab. Laut den Konsularfasten hießen sowohl sein Vater als auch sein Großvater Titus.
Im Jahr 455 v. Chr. wurde er zusammen mit Gaius Veturinus Cicurinus zum Konsul gewählt und kämpfte der Überlieferung nach während seines Konsulats gegen die Aequer. Nach Ablauf seiner Amtszeit wurden er und sein Kollege angeblich vom plebejischen Ädil Lucius Alienus wegen ihrer Amtsführung angeklagt und zu Geldstrafen verurteilt.
Im Jahr 451 v. Chr. wird Vaticanus noch als Mitglied der Decemviri legibus scribundis genannt, darüber hinaus ist jedoch nichts über ihn bekannt. Es gibt gute Gründe, die dafür sprechen, dass Titus Romilius als Person existiert hat und dass er Mitglied des Kollegiums der Decemviri war.